# Fédération guyanienne de cyclisme
La Fédération guyanienne de cyclisme (en anglais : Guyana Cycling Federation) organise les disciplines cyclistes au Guyana. 
En 1999, Maxie Perriera est président de la Fédération de Cyclisme de Guyana. 
En 2004, Hector Edwards est président. 
En 2008, la présidence est toujours assurée par Hector Edwards. 
En mars 2011 à Georgetown, Cheryl Thompson est élue présidente de la fédération, mais elle est suspendue peu de temps après pendant 3 mois. 
En 2015, Horace Burrowes est élu président de la fédération, battant Cheryl Thompson d'une voix. 
En juillet 2019, la GCF reçoit un don significatif de l’Union cycliste internationale, comprenant huit vélos de route et d'autres équipements. C'était la première fois que la GCF recevait un tel soutien de la part de l'UCI, ce qui a été salué comme un développement positif pour le cyclisme en Guyane, en particulier pour le développement des jeunes et des cyclistes féminines. 
Le 20 août 2019, à Liliendaal, Linden Dowridge est élu sans opposition. À cette époque le processus de professionnalisation de la fédération commence avec la création d'une page Facebook, l'acquisition d'un domaine de deuxième niveau, permettant aux dirigeants de la fédération d’avoir leurs propres adresses électroniques « @gcf.com ». Au même moment, la création d’un site est également envisagé.
En avril 2023, Horace Burrowes est réélu président, après avoir remporté une élection face à Linden Dowdridge,. Il doit assurer cette fonction jusqu’en 2027.
Le 5 novembre 2024, Nigel London, alors vice-président, démissionne à la suite d’une entrevue diffusée en direct sur Facebook.